# Eleições autárquicas portuguesas de 2009 no distrito de Faro
| Eleições autárquicas portuguesas de 2009 Distritos: Aveiro \| Beja \| Braga \| Bragança \| Castelo Branco \| Coimbra \| Évora \| Faro \| Guarda \| Leiria \| Lisboa \| Portalegre \| Porto \| Santarém \| Setúbal \| Viana do Castelo \| Vila Real \| Viseu \| Açores \| Madeira |

## Resultados por Concelho
Os resultados nos Concelhos do Distrito de Faro foram os seguintes:

### Albufeira

#### Câmara Municipal
| Partido                 | Partido                        | Votos  | %               | +/-  | Vereadores | +/-     |
| ----------------------- | ------------------------------ | ------ | --------------- | ---- | ---------- | ------- |
|                         | Partido Social Democrata       | 9 977  | 67,02 / 100,00  | 4,54 | 6 / 7      | 1       |
|                         | Partido Socialista             | 3 155  | 21,19 / 100,00  | 5,14 | 1 / 7      | 1       |
|                         | Coligação Democrática Unitária | 471    | 3,16 / 100,00   | 1,64 | 0 / 7      | Estável |
|                         | CDS – Partido Popular          | 456    | 3,06 / 100,00   | 1,12 | 0 / 7      | Estável |
|                         | Bloco de Esquerda              | 443    | 2,98 / 100,00   | -    | 0 / 7      | -       |
| Votos Inválidos         | Votos Inválidos                | 384    | 2,58 / 100,00   | 1,87 |            |         |
| Total                   | Total                          | 14 886 | 100,00 / 100,00 |      | 7 / 7      |         |
| Eleitorado/Participação | Eleitorado/Participação        | 29 022 | 51,29 / 100,00  | 4,39 |            |         |

| Freguesia     | %     | %     | %    | %    | %    | Votantes |
| Freguesia     | PSD   | PS    | CDU  | CDS  | BE   | Votantes |
| ------------- | ----- | ----- | ---- | ---- | ---- | -------- |
| Albufeira     | 68,68 | 18,37 | 4,15 | 3,41 | 3,20 | 7 535    |
| Ferreiras     | 64,03 | 25,13 | 2,08 | 2,80 | 2,92 | 2 499    |
| Guia          | 66,05 | 23,31 | 1,79 | 2,72 | 3,09 | 1 617    |
| Olhos de Água | 64,48 | 25,62 | 2,66 | 3,03 | 2,10 | 1 616    |
| Paderne       | 67,45 | 21,74 | 2,10 | 2,22 | 2,78 | 1 619    |
| Albufeira     | 67,02 | 21,19 | 3,16 | 3,06 | 2,98 | 14 886   |

#### Assembleia Municipal
| Partido                 | Partido                        | Votos  | %               | +/-  | Deputados | +/-     |
| ----------------------- | ------------------------------ | ------ | --------------- | ---- | --------- | ------- |
|                         | Partido Social Democrata       | 9 008  | 60,52 / 100,00  | 2,76 | 15 / 21   | 2       |
|                         | Partido Socialista             | 3 597  | 24,17 / 100,00  | 5,07 | 5 / 21    | 2       |
|                         | Bloco de Esquerda              | 710    | 4,77 / 100,00   | -    | 1 / 21    | -       |
|                         | Coligação Democrática Unitária | 574    | 3,86 / 100,00   | 1,98 | 0 / 21    | 1       |
|                         | CDS – Partido Popular          | 540    | 3,63 / 100,00   | 1,22 | 0 / 21    | Estável |
| Votos Inválidos         | Votos Inválidos                | 456    | 3,06 / 100,00   | 1,58 |           |         |
| Total                   | Total                          | 14 886 | 100,00 / 100,00 |      | 21 / 21   |         |
| Eleitorado/Participação | Eleitorado/Participação        | 29 022 | 51,29 / 100,00  | 4,39 |           |         |

| Freguesia     | %     | %     | %    | %    | %    | Votantes |
| Freguesia     | PSD   | PS    | BE   | CDU  | CDS  | Votantes |
| ------------- | ----- | ----- | ---- | ---- | ---- | -------- |
| Albufeira     | 62,54 | 20,95 | 5,26 | 4,78 | 3,81 | 7 534    |
| Ferreiras     | 56,54 | 28,81 | 4,60 | 2,80 | 3,80 | 2 499    |
| Guia          | 58,75 | 26,47 | 4,39 | 2,60 | 3,96 | 1 617    |
| Olhos de Água | 56,44 | 30,14 | 4,02 | 3,40 | 3,03 | 1 616    |
| Paderne       | 63,06 | 23,72 | 3,89 | 2,90 | 2,78 | 1 619    |
| Albufeira     | 60,52 | 24,17 | 4,77 | 3,86 | 3,63 | 14 885   |

#### Juntas de Freguesia
| Partido                 | Partido                        | Votos  | %               | +/-  | Presidentes | Mandatos | +/-     |
| ----------------------- | ------------------------------ | ------ | --------------- | ---- | ----------- | -------- | ------- |
|                         | Partido Social Democrata       | 8 282  | 55,63 / 100,00  | 1,93 | 5 / 5       | 31 / 49  | 4       |
|                         | Partido Socialista             | 4 483  | 30,11 / 100,00  | 4,53 | 0 / 5       | 18 / 49  | 3       |
|                         | CDS – Partido Popular          | 591    | 3,97 / 100,00   | 1,79 | 0 / 5       | 0 / 49   | Estável |
|                         | Coligação Democrática Unitária | 589    | 3,96 / 100,00   | 1,16 | 0 / 5       | 0 / 49   | 1       |
|                         | Bloco de Esquerda              | 490    | 3,29 / 100,00   | -    | 0 / 5       | 0 / 49   | -       |
| Votos Inválidos         | Votos Inválidos                | 452    | 3,04 / 100,00   | 1,32 |             |          |         |
| Total                   | Total                          | 14 887 | 100,00 / 100,00 |      | 5 / 5       | 49 / 49  |         |
| Eleitorado/Participação | Eleitorado/Participação        | 29 022 | 51,30 / 100,00  | 4,38 |             |          |         |

| Freguesia     | Partido Vencedor | Partido Vencedor         | %              | Mandatos |
| ------------- | ---------------- | ------------------------ | -------------- | -------- |
| Albufeira     |                  | Partido Social Democrata | 61,10 / 100,00 | 10 / 13  |
| Ferreiras     |                  | Partido Social Democrata | 47,02 / 100,00 | 5 / 9    |
| Guia          |                  | Partido Social Democrata | 50,80 / 100,00 | 5 / 9    |
| Olhos de Água |                  | Partido Social Democrata | 49,63 / 100,00 | 5 / 9    |
| Paderne       |                  | Partido Social Democrata | 54,29 / 100,00 | 6 / 9    |

### Alcoutim

#### Câmara Municipal
| Partido                 | Partido                        | Votos | %               | +/-  | Vereadores | +/-     |
| ----------------------- | ------------------------------ | ----- | --------------- | ---- | ---------- | ------- |
|                         | Partido Social Democrata       | 1 259 | 51,56 / 100,00  | 2,30 | 3 / 5      | Estável |
|                         | Partido Socialista             | 1 063 | 43,53 / 100,00  | 2,67 | 2 / 5      | Estável |
|                         | Coligação Democrática Unitária | 51    | 2,09 / 100,00   | 0,86 | 0 / 5      | Estável |
| Votos Inválidos         | Votos Inválidos                | 69    | 2,82 / 100,00   | 1,60 |            |         |
| Total                   | Total                          | 2 442 | 100,00 / 100,00 |      | 5 / 5      |         |
| Eleitorado/Participação | Eleitorado/Participação        | 3 151 | 77,50 / 100,00  | 4,93 |            |         |

| Freguesia    | %     | %     | %    | Votantes |
| Freguesia    | PSD   | PS    | CDU  | Votantes |
| ------------ | ----- | ----- | ---- | -------- |
| Alcoutim     | 49,65 | 46,44 | 2,65 | 717      |
| Giões        | 54,50 | 39,34 | 4,74 | 211      |
| Martim Longo | 49,94 | 46,05 | 1,18 | 849      |
| Pereiro      | 54,92 | 35,75 | 4,66 | 193      |
| Vaqueiros    | 54,66 | 39,62 | 0,64 | 472      |
| Alcoutim     | 51,56 | 43,53 | 2,09 | 2 442    |

#### Assembleia Municipal
| Partido                 | Partido                        | Votos | %               | +/-  | Deputados | +/-     |
| ----------------------- | ------------------------------ | ----- | --------------- | ---- | --------- | ------- |
|                         | Partido Social Democrata       | 1 192 | 48,81 / 100,00  | 2,85 | 8 / 15    | 1       |
|                         | Partido Socialista             | 1 086 | 44,47 / 100,00  | 1,26 | 7 / 15    | Estável |
|                         | Coligação Democrática Unitária | 86    | 3,52 / 100,00   | 2,29 | 0 / 15    | 1       |
| Votos Inválidos         | Votos Inválidos                | 78    | 3,19 / 100,00   | 1,83 |           |         |
| Total                   | Total                          | 2 442 | 100,00 / 100,00 |      | 15 / 15   |         |
| Eleitorado/Participação | Eleitorado/Participação        | 3 151 | 77,50 / 100,00  | 4,93 |           |         |

| Freguesia    | %     | %     | %    | Votantes |
| Freguesia    | PSD   | PS    | CDU  | Votantes |
| ------------ | ----- | ----- | ---- | -------- |
| Alcoutim     | 47,14 | 45,75 | 6,14 | 717      |
| Giões        | 51,18 | 39,34 | 6,64 | 211      |
| Martim Longo | 48,88 | 45,58 | 1,88 | 849      |
| Pereiro      | 50,78 | 40,41 | 4,15 | 193      |
| Vaqueiros    | 49,36 | 44,49 | 0,85 | 472      |
| Alcoutim     | 48,81 | 44,47 | 3,52 | 2 442    |

#### Juntas de Freguesia
| Partido                 | Partido                        | Votos | %               | +/-  | Presidentes | Mandatos | +/-     |
| ----------------------- | ------------------------------ | ----- | --------------- | ---- | ----------- | -------- | ------- |
|                         | Partido Social Democrata       | 1 141 | 46,72 / 100,00  | 3,19 | 2 / 5       | 18 / 37  | Estável |
|                         | Partido Socialista             | 1 134 | 46,44 / 100,00  | 1,00 | 3 / 5       | 19 / 37  | Estável |
|                         | Coligação Democrática Unitária | 82    | 3,36 / 100,00   | 2,26 | 0 / 5       | 0 / 37   | Estável |
| Votos Inválidos         | Votos Inválidos                | 85    | 3,49 / 100,00   | 1,13 |             |          |         |
| Total                   | Total                          | 2 442 | 100,00 / 100,00 |      | 5 / 5       | 37 / 37  |         |
| Eleitorado/Participação | Eleitorado/Participação        | 3 151 | 77,50 / 100,00  | 4,93 |             |          |         |

| Freguesia    | Partido Vencedor | Partido Vencedor         | %              | Mandatos |
| ------------ | ---------------- | ------------------------ | -------------- | -------- |
| Alcoutim     |                  | Partido Social Democrata | 46,30 / 100,00 | 4 / 7    |
| Giões        |                  | Partido Socialista       | 45,97 / 100,00 | 4 / 7    |
| Martim Longo |                  | Partido Socialista       | 47,70 / 100,00 | 5 / 9    |
| Pereiro      |                  | Partido Social Democrata | 49,22 / 100,00 | 4 / 7    |
| Vaqueiros    |                  | Partido Socialista       | 47,25 / 100,00 | 4 / 7    |

### Aljezur

#### Câmara Municipal
| Partido                 | Partido                        | Votos | %               | +/-  | Vereadores | +/-     |
| ----------------------- | ------------------------------ | ----- | --------------- | ---- | ---------- | ------- |
|                         | Partido Socialista             | 1 955 | 66,02 / 100,00  | 4,16 | 4 / 5      | Estável |
|                         | Partido Social Democrata       | 483   | 16,31 / 100,00  | 3,15 | 1 / 5      | Estável |
|                         | Coligação Democrática Unitária | 391   | 13,20 / 100,00  | 1,96 | 0 / 5      | Estável |
| Votos Inválidos         | Votos Inválidos                | 132   | 4,46 / 100,00   | 1,82 |            |         |
| Total                   | Total                          | 2 961 | 100,00 / 100,00 |      | 5 / 5      |         |
| Eleitorado/Participação | Eleitorado/Participação        | 4 456 | 66,45 / 100,00  | 0,26 |            |         |

| Freguesia | %     | %     | %     | Votantes |
| Freguesia | PS    | PSD   | CDU   | Votantes |
| --------- | ----- | ----- | ----- | -------- |
| Aljezur   | 65,80 | 17,20 | 11,89 | 1 430    |
| Bordeira  | 66,67 | 25,76 | 4,55  | 264      |
| Odeceixe  | 67,05 | 11,91 | 17,13 | 613      |
| Rogil     | 65,29 | 14,68 | 15,90 | 654      |
| Aljezur   | 66,02 | 16,31 | 13,20 | 2 961    |

#### Assembleia Municipal
| Partido                 | Partido                        | Votos | %               | +/-     | Deputados | +/-     |
| ----------------------- | ------------------------------ | ----- | --------------- | ------- | --------- | ------- |
|                         | Partido Socialista             | 1 826 | 61,67 / 100,00  | Estável | 10 / 15   | Estável |
|                         | Partido Social Democrata       | 562   | 18,98 / 100,00  | 0,98    | 3 / 15    | Estável |
|                         | Coligação Democrática Unitária | 450   | 15,20 / 100,00  | 2,81    | 2 / 15    | Estável |
| Votos Inválidos         | Votos Inválidos                | 123   | 4,16 / 100,00   | 1,82    |           |         |
| Total                   | Total                          | 2 961 | 100,00 / 100,00 |         | 15 / 15   |         |
| Eleitorado/Participação | Eleitorado/Participação        | 4 456 | 66,45 / 100,00  | 0,26    |           |         |

| Freguesia | %     | %     | %     | Votantes |
| Freguesia | PS    | PSD   | CDU   | Votantes |
| --------- | ----- | ----- | ----- | -------- |
| Aljezur   | 61,54 | 19,58 | 14,55 | 1 430    |
| Bordeira  | 59,09 | 33,33 | 5,68  | 264      |
| Odeceixe  | 61,01 | 15,01 | 19,25 | 613      |
| Rogil     | 63,61 | 15,60 | 16,67 | 654      |
| Aljezur   | 61,67 | 18,98 | 15,20 | 2 961    |

#### Juntas de Freguesia
| Partido                 | Partido                        | Votos | %               | +/-  | Presidentes | Mandatos | +/-     |
| ----------------------- | ------------------------------ | ----- | --------------- | ---- | ----------- | -------- | ------- |
|                         | Partido Socialista             | 1 805 | 60,96 / 100,00  | 1,47 | 4 / 4       | 21 / 30  | Estável |
|                         | Partido Social Democrata       | 575   | 19,42 / 100,00  | 0,34 | 0 / 4       | 6 / 30   | Estável |
|                         | Coligação Democrática Unitária | 463   | 15,64 / 100,00  | 3,71 | 0 / 4       | 3 / 30   | Estável |
| Votos Inválidos         | Votos Inválidos                | 118   | 3,99 / 100,00   | 1,89 |             |          |         |
| Total                   | Total                          | 2 961 | 100,00 / 100,00 |      | 4 / 4       | 30 / 30  |         |
| Eleitorado/Participação | Eleitorado/Participação        | 4 456 | 66,45 / 100,00  | 0,26 |             |          |         |

| Freguesia | Partido Vencedor | Partido Vencedor   | %              | Mandatos |
| --------- | ---------------- | ------------------ | -------------- | -------- |
| Aljezur   |                  | Partido Socialista | 60,91 / 100,00 | 6 / 9    |
| Bordeira  |                  | Partido Socialista | 57,95 / 100,00 | 5 / 7    |
| Odeceixe  |                  | Partido Socialista | 61,17 / 100,00 | 5 / 7    |
| Rogil     |                  | Partido Socialista | 62,08 / 100,00 | 5 / 7    |

### Castro Marim

#### Câmara Municipal
| Partido                 | Partido                        | Votos | %               | +/-  | Vereadores | +/-     |
| ----------------------- | ------------------------------ | ----- | --------------- | ---- | ---------- | ------- |
|                         | Partido Social Democrata       | 2 306 | 54,37 / 100,00  | 4,29 | 3 / 5      | Estável |
|                         | Partido Socialista             | 1 704 | 40,18 / 100,00  | 2,75 | 2 / 5      | Estável |
|                         | Coligação Democrática Unitária | 88    | 2,07 / 100,00   | 0,18 | 0 / 5      | Estável |
|                         | CDS – Partido Popular          | 43    | 1,01 / 100,00   | 0,11 | 0 / 5      | Estável |
| Votos Inválidos         | Votos Inválidos                | 100   | 2,36 / 100,00   | 1,26 |            |         |
| Total                   | Total                          | 4 241 | 100,00 / 100,00 |      | 5 / 5      |         |
| Eleitorado/Participação | Eleitorado/Participação        | 5 995 | 70,74 / 100,00  | 2,02 |            |         |

| Freguesia    | %     | %     | %    | %    | Votantes |
| Freguesia    | PSD   | PS    | CDU  | CDS  | Votantes |
| ------------ | ----- | ----- | ---- | ---- | -------- |
| Altura       | 47,92 | 46,66 | 2,12 | 1,02 | 1 271    |
| Azinhal      | 68,92 | 25,23 | 2,03 | 0,90 | 444      |
| Castro Marim | 54,60 | 39,95 | 2,23 | 0,94 | 1 925    |
| Odeleite     | 56,57 | 38,27 | 1,50 | 1,33 | 601      |
| Castro Marim | 54,37 | 40,18 | 2,07 | 1,01 | 4 241    |

#### Assembleia Municipal
| Partido                 | Partido                        | Votos | %               | +/-  | Deputados | +/-     |
| ----------------------- | ------------------------------ | ----- | --------------- | ---- | --------- | ------- |
|                         | Partido Social Democrata       | 2 168 | 51,12 / 100,00  | 1,99 | 8 / 15    | Estável |
|                         | Partido Socialista             | 1 827 | 43,08 / 100,00  | 0,79 | 7 / 15    | Estável |
|                         | Coligação Democrática Unitária | 125   | 2,95 / 100,00   | 0,13 | 0 / 15    | Estável |
| Votos Inválidos         | Votos Inválidos                | 121   | 2,86 / 100,00   | 1,06 |           |         |
| Total                   | Total                          | 4 241 | 100,00 / 100,00 |      | 15 / 15   |         |
| Eleitorado/Participação | Eleitorado/Participação        | 5 995 | 70,74 / 100,00  | 1,97 |           |         |

| Freguesia    | %     | %     | %    | Votantes |
| Freguesia    | PSD   | PS    | CDU  | Votantes |
| ------------ | ----- | ----- | ---- | -------- |
| Altura       | 45,16 | 48,62 | 3,38 | 1 271    |
| Azinhal      | 66,67 | 27,03 | 2,93 | 444      |
| Castro Marim | 49,82 | 44,10 | 3,12 | 1 925    |
| Odeleite     | 56,41 | 39,93 | 1,50 | 601      |
| Castro Marim | 51,12 | 43,08 | 2,95 | 4 241    |

#### Juntas de Freguesia
| Partido                 | Partido                        | Votos | %               | +/-  | Presidentes | Mandatos | +/-     |
| ----------------------- | ------------------------------ | ----- | --------------- | ---- | ----------- | -------- | ------- |
|                         | Partido Socialista             | 2 019 | 47,61 / 100,00  | 1,10 | 2 / 4       | 15 / 32  | Estável |
|                         | Partido Social Democrata       | 1 993 | 46,99 / 100,00  | 0,84 | 2 / 4       | 17 / 32  | Estável |
|                         | Coligação Democrática Unitária | 134   | 3,16 / 100,00   | 0,46 | 0 / 4       | 0 / 32   | Estável |
| Votos Inválidos         | Votos Inválidos                | 95    | 2,24 / 100,00   | 1,47 |             |          |         |
| Total                   | Total                          | 4 241 | 100,00 / 100,00 |      | 4 / 4       | 32 / 32  |         |
| Eleitorado/Participação | Eleitorado/Participação        | 5 995 | 70,74 / 100,00  | 1,97 |             |          |         |

| Freguesia    | Partido Vencedor | Partido Vencedor         | %              | Mandatos |
| ------------ | ---------------- | ------------------------ | -------------- | -------- |
| Altura       |                  | Partido Socialista       | 53,97 / 100,00 | 5 / 9    |
| Azinhal      |                  | Partido Social Democrata | 67,57 / 100,00 | 5 / 7    |
| Castro Marim |                  | Partido Socialista       | 50,81 / 100,00 | 5 / 9    |
| Odeleite     |                  | Partido Social Democrata | 56,41 / 100,00 | 4 / 7    |

### Faro

#### Câmara Municipal
| Partido                 | Partido                        | Votos  | %               | +/-  | Vereadores | +/-     |
| ----------------------- | ------------------------------ | ------ | --------------- | ---- | ---------- | ------- |
|                         | PSD-CDS-MPT-PPM                | 13 340 | 42,67 / 100,00  | -    | 5 / 9      | -       |
|                         | Partido Socialista             | 13 210 | 42,25 / 100,00  | 1,18 | 4 / 9      | Estável |
|                         | Coligação Democrática Unitária | 1 642  | 5,25 / 100,00   | 3,68 | 0 / 9      | Estável |
|                         | Vitorino - Com Faro no Coração | 1 287  | 4,12 / 100,00   | Novo | 0 / 9      | Novo    |
|                         | Bloco de Esquerda              | 950    | 3,04 / 100,00   | 1,57 | 0 / 9      | Estável |
| Votos Inválidos         | Votos Inválidos                | 835    | 2,67 / 100,00   | 2,22 |            |         |
| Total                   | Total                          | 31 264 | 100,00 / 100,00 |      | 9 / 9      | 2       |
| Eleitorado/Participação | Eleitorado/Participação        | 54 450 | 57,42 / 100,00  | 2,98 |            |         |

| Freguesia             | %                  | %     | %     | %    | %    | Votantes |
| Freguesia             | PSD- CDS- MPT- PPM | PS    | CDU   | VIT  | BE   | Votantes |
| --------------------- | ------------------ | ----- | ----- | ---- | ---- | -------- |
| Conceição             | 38,05              | 47,27 | 4,71  | 4,96 | 1,80 | 1 995    |
| Estoi                 | 39,84              | 44,13 | 5,08  | 4,12 | 3,50 | 1 772    |
| Faro (São Pedro)      | 44,77              | 40,15 | 5,02  | 4,03 | 3,49 | 7 068    |
| Faro (Sé)             | 42,55              | 43,38 | 4,65  | 4,00 | 3,01 | 15 268   |
| Montenegro            | 46,00              | 41,01 | 3,32  | 4,20 | 3,02 | 3 311    |
| Santa Bárbara de Nexe | 37,41              | 35,95 | 15,30 | 4,38 | 2,49 | 1 850    |
| Faro                  | 42,67              | 42,25 | 5,25  | 4,12 | 3,04 | 31 264   |

#### Assembleia Municipal
| Partido                 | Partido                        | Votos  | %               | +/-  | Deputados | +/-     |
| ----------------------- | ------------------------------ | ------ | --------------- | ---- | --------- | ------- |
|                         | Partido Socialista             | 12 041 | 38,51 / 100,00  | 0,49 | 12 / 27   | 3       |
|                         | PSD-CDS-MPT-PPM                | 11 965 | 38,27 / 100,00  | -    | 11 / 27   | -       |
|                         | Coligação Democrática Unitária | 2 247  | 7,19 / 100,00   | 2,70 | 2 / 27    | Estável |
|                         | Bloco de Esquerda              | 1 994  | 6,38 / 100,00   | 1,17 | 1 / 27    | Estável |
|                         | Vitorino - Com Faro no Coração | 1 502  | 4,80 / 100,00   | Novo | 1 / 27    | Novo    |
|                         | Partido Nacional Renovador     | 535    | 1,71 / 100,00   | -    | 0 / 27    | -       |
| Votos Inválidos         | Votos Inválidos                | 980    | 3,13 / 100,00   | 2,09 |           |         |
| Total                   | Total                          | 31 264 | 100,00 / 100,00 |      | 27 / 27   | 6       |
| Eleitorado/Participação | Eleitorado/Participação        | 54 450 | 57,42 / 100,00  | 2,98 |           |         |

| Freguesia             | %     | %                  | %     | %    | %    | %    | Votantes |
| Freguesia             | PS    | PSD- CDS- MPT- PPM | CDU   | BE   | VIT  | PNR  | Votantes |
| --------------------- | ----- | ------------------ | ----- | ---- | ---- | ---- | -------- |
| Conceição             | 46,72 | 33,13              | 6,42  | 3,76 | 5,31 | 1,30 | 1 995    |
| Estoi                 | 39,45 | 37,42              | 6,88  | 6,21 | 4,63 | 1,41 | 1 772    |
| Faro (São Pedro)      | 35,99 | 40,70              | 6,85  | 7,24 | 4,34 | 1,92 | 7 068    |
| Faro (Sé)             | 39,70 | 38,12              | 6,27  | 6,46 | 4,89 | 1,70 | 15 268   |
| Montenegro            | 38,12 | 40,56              | 4,56  | 6,74 | 4,92 | 2,05 | 3 311    |
| Santa Bárbara de Nexe | 29,35 | 32,49              | 21,84 | 4,76 | 5,30 | 1,08 | 1 850    |
| Faro                  | 38,51 | 38,27              | 7,19  | 6,38 | 4,80 | 1,71 | 31 264   |

#### Juntas de Freguesia
| Partido                 | Partido                        | Votos  | %               | +/-  | Presidentes | Mandatos | +/-     |
| ----------------------- | ------------------------------ | ------ | --------------- | ---- | ----------- | -------- | ------- |
|                         | Partido Socialista             | 12 677 | 40,55 / 100,00  | 0,73 | 2 / 6       | 31 / 72  | 2       |
|                         | PSD-CDS-MPT-PPM                | 11 820 | 37,81 / 100,00  | -    | 3 / 6       | 31 / 72  | -       |
|                         | Coligação Democrática Unitária | 2 848  | 9,11 / 100,00   | 2,91 | 1 / 6       | 8 / 72   | 2       |
|                         | Bloco de Esquerda              | 1 512  | 4,84 / 100,00   | 0,41 | 0 / 6       | 1 / 72   | Estável |
|                         | Grupo de Cidadãos              | 1 408  | 4,50 / 100,00   | 2,65 | 0 / 6       | 1 / 72   | 1       |
| Votos Inválidos         | Votos Inválidos                | 999    | 3,20 / 100,00   | 1,54 |             |          |         |
| Total                   | Total                          | 31 264 | 100,00 / 100,00 |      | 6 / 6       | 72 / 72  | 4       |
| Eleitorado/Participação | Eleitorado/Participação        | 54 450 | 57,42 / 100,00  | 2,98 |             |          |         |

| Freguesia             | Partido Vencedor | Partido Vencedor               | %              | Mandatos |
| --------------------- | ---------------- | ------------------------------ | -------------- | -------- |
| Conceição             |                  | Partido Socialista             | 58,30 / 100,00 | 6 / 9    |
| Estoi                 |                  | PSD-CDS-MPT-PPM                | 43,06 / 100,00 | 4 / 9    |
| Faro (São Pedro)      |                  | PSD-CDS-MPT-PPM                | 43,65 / 100,00 | 7 / 13   |
| Faro (Sé)             |                  | Partido Socialista             | 44,11 / 100,00 | 9 / 19   |
| Montenegro            |                  | PSD-CDS-MPT-PPM                | 43,01 / 100,00 | 7 / 13   |
| Santa Bárbara de Nexe |                  | Coligação Democrática Unitária | 49,41 / 100,00 | 5 / 9    |

### Lagoa

#### Câmara Municipal
| Partido                 | Partido                        | Votos  | %               | +/-  | Vereadores | +/-     |
| ----------------------- | ------------------------------ | ------ | --------------- | ---- | ---------- | ------- |
|                         | Partido Social Democrata       | 4 603  | 44,91 / 100,00  | 0,42 | 4 / 7      | Estável |
|                         | Partido Socialista             | 4 301  | 41,96 / 100,00  | 0,14 | 3 / 7      | Estável |
|                         | Bloco de Esquerda              | 437    | 4,26 / 100,00   | -    | 0 / 7      | -       |
|                         | Coligação Democrática Unitária | 432    | 4,21 / 100,00   | 2,56 | 0 / 7      | Estável |
|                         | CDS – Partido Popular          | 244    | 2,38 / 100,00   | 0,40 | 0 / 7      | Estável |
| Votos Inválidos         | Votos Inválidos                | 233    | 2,27 / 100,00   | 2,37 |            |         |
| Total                   | Total                          | 10 250 | 100,00 / 100,00 |      | 7 / 7      |         |
| Eleitorado/Participação | Eleitorado/Participação        | 17 554 | 58,39 / 100,00  | 0,68 |            |         |

| Freguesia | %     | %     | %    | %    | %    | Votantes |
| Freguesia | PSD   | PS    | BE   | CDU  | CDS  | Votantes |
| --------- | ----- | ----- | ---- | ---- | ---- | -------- |
| Carvoeiro | 38,48 | 50,91 | 2,38 | 2,47 | 3,38 | 1 094    |
| Estômbar  | 48,86 | 37,08 | 5,04 | 5,08 | 1,97 | 2 284    |
| Ferragudo | 36,91 | 45,09 | 7,00 | 6,55 | 1,64 | 1 100    |
| Lagoa     | 45,64 | 43,09 | 2,34 | 3,89 | 2,73 | 3 291    |
| Parchal   | 46,53 | 37,42 | 7,30 | 4,53 | 1,87 | 1 657    |
| Porches   | 46,97 | 44,05 | 2,55 | 1,70 | 2,79 | 824      |
| Lagoa     | 44,91 | 41,96 | 4,26 | 4,21 | 2,38 | 10 250   |

#### Assembleia Municipal
| Partido                 | Partido                        | Votos  | %               | +/-  | Deputados | +/-     |
| ----------------------- | ------------------------------ | ------ | --------------- | ---- | --------- | ------- |
|                         | Partido Social Democrata       | 4 339  | 42,33 / 100,00  | 1,17 | 10 / 21   | Estável |
|                         | Partido Socialista             | 4 100  | 40,00 / 100,00  | 2,12 | 9 / 21    | 1       |
|                         | Coligação Democrática Unitária | 644    | 6,28 / 100,00   | 1,12 | 1 / 21    | Estável |
|                         | Bloco de Esquerda              | 607    | 5,92 / 100,00   | -    | 1 / 21    | -       |
|                         | CDS – Partido Popular          | 305    | 2,98 / 100,00   | 0,79 | 0 / 21    | Estável |
| Votos Inválidos         | Votos Inválidos                | 255    | 2,48 / 100,00   | 2,31 |           |         |
| Total                   | Total                          | 10 250 | 100,00 / 100,00 |      | 21 / 21   |         |
| Eleitorado/Participação | Eleitorado/Participação        | 17 554 | 58,39 / 100,00  | 0,68 |           |         |

| Freguesia | %     | %     | %    | %     | %    | Votantes |
| Freguesia | PSD   | PS    | CDU  | BE    | CDS  | Votantes |
| --------- | ----- | ----- | ---- | ----- | ---- | -------- |
| Carvoeiro | 38,39 | 48,99 | 3,93 | 2,65  | 4,02 | 1 094    |
| Estômbar  | 45,93 | 36,47 | 6,70 | 6,26  | 2,45 | 2 284    |
| Ferragudo | 33,36 | 42,82 | 8,73 | 9,82  | 1,91 | 1 100    |
| Lagoa     | 43,85 | 39,35 | 7,11 | 3,49  | 3,56 | 3 291    |
| Parchal   | 41,10 | 37,30 | 6,28 | 10,68 | 2,05 | 1 657    |
| Porches   | 46,00 | 42,11 | 1,70 | 4,25  | 4,00 | 824      |
| Lagoa     | 42,33 | 40,00 | 6,28 | 5,92  | 2,98 | 10 250   |

#### Juntas de Freguesia
| Partido                 | Partido                        | Votos  | %               | +/-  | Presidentes | Mandatos | +/-     |
| ----------------------- | ------------------------------ | ------ | --------------- | ---- | ----------- | -------- | ------- |
|                         | Partido Socialista             | 4 762  | 46,46 / 100,00  | 4,36 | 5 / 6       | 31 / 58  | 3       |
|                         | Partido Social Democrata       | 3 867  | 37,73 / 100,00  | 0,53 | 1 / 6       | 23 / 58  | 2       |
|                         | Coligação Democrática Unitária | 622    | 6,07 / 100,00   | 0,25 | 0 / 6       | 2 / 58   | 1       |
|                         | Bloco de Esquerda              | 535    | 5,22 / 100,00   | 1,74 | 0 / 6       | 2 / 58   | 2       |
|                         | CDS – Partido Popular          | 195    | 1,90 / 100,00   | 0,03 | 0 / 6       | 0 / 58   | Estável |
| Votos Inválidos         | Votos Inválidos                | 269    | 2,63 / 100,00   | 1,80 |             |          |         |
| Total                   | Total                          | 10 250 | 100,00 / 100,00 |      | 6 / 6       | 58 / 58  |         |
| Eleitorado/Participação | Eleitorado/Participação        | 17 554 | 58,39 / 100,00  | 0,67 |             |          |         |

| Freguesia | Partido Vencedor | Partido Vencedor         | %              | Mandatos |
| --------- | ---------------- | ------------------------ | -------------- | -------- |
| Carvoeiro |                  | Partido Socialista       | 60,24 / 100,00 | 5 / 9    |
| Estômbar  |                  | Partido Socialista       | 40,67 / 100,00 | 4 / 9    |
| Ferragudo |                  | Partido Socialista       | 49,18 / 100,00 | 5 / 9    |
| Lagoa     |                  | Partido Socialista       | 46,64 / 100,00 | 7 / 13   |
| Parchal   |                  | Partido Socialista       | 45,87 / 100,00 | 5 / 9    |
| Porches   |                  | Partido Social Democrata | 52,79 / 100,00 | 5 / 9    |

### Lagos

#### Câmara Municipal
| Partido                 | Partido                        | Votos  | %               | +/-   | Vereadores | +/-     |
| ----------------------- | ------------------------------ | ------ | --------------- | ----- | ---------- | ------- |
|                         | Partido Socialista             | 7 855  | 60,93 / 100,00  | 11,43 | 5 / 7      | 1       |
|                         | PSD-CDS                        | 3 213  | 24,92 / 100,00  | -     | 2 / 7      | -       |
|                         | Coligação Democrática Unitária | 744    | 5,77 / 100,00   | 2,05  | 0 / 7      | Estável |
|                         | Bloco de Esquerda              | 595    | 4,62 / 100,00   | 2,78  | 0 / 7      | Estável |
|                         | Partido da Terra               | 94     | 0,73 / 100,00   | -     | 0 / 7      | -       |
| Votos Inválidos         | Votos Inválidos                | 390    | 3,03 / 100,00   | 0,02  |            |         |
| Total                   | Total                          | 12 891 | 100,00 / 100,00 |       | 7 / 7      |         |
| Eleitorado/Participação | Eleitorado/Participação        | 22 479 | 57,35 / 100,00  | 5,37  |            |         |

| Freguesia             | %     | %        | %    | %    | %    | Votantes |
| Freguesia             | PS    | PSD- CDS | CDU  | BE   | MPT  | Votantes |
| --------------------- | ----- | -------- | ---- | ---- | ---- | -------- |
| Barão de São João     | 59,47 | 23,16    | 6,84 | 5,26 | 0,79 | 380      |
| Bensafrim             | 58,42 | 29,72    | 5,74 | 3,06 | 0,38 | 784      |
| Lagos (Santa Maria)   | 57,45 | 29,12    | 4,87 | 4,87 | 0,88 | 3 283    |
| Lagos (São Sebastião) | 61,20 | 23,75    | 6,44 | 4,76 | 0,73 | 6 029    |
| Luz                   | 64,21 | 22,42    | 4,34 | 5,07 | 0,83 | 1 084    |
| Odiáxere              | 67,54 | 19,61    | 5,86 | 3,68 | 0,45 | 1 331    |
| Lagos                 | 60,93 | 24,92    | 5,77 | 4,62 | 0,73 | 12 891   |

#### Assembleia Municipal
| Partido                 | Partido                        | Votos  | %               | +/-  | Deputados | +/- |
| ----------------------- | ------------------------------ | ------ | --------------- | ---- | --------- | --- |
|                         | Partido Socialista             | 7 275  | 56,43 / 100,00  | 8,36 | 13 / 21   | 2   |
|                         | PSD-CDS                        | 3 322  | 25,77 / 100,00  | -    | 6 / 21    | -   |
|                         | Coligação Democrática Unitária | 957    | 7,42 / 100,00   | 2,04 | 1 / 21    | 1   |
|                         | Bloco de Esquerda              | 921    | 7,14 / 100,00   | 4,21 | 1 / 21    | 1   |
| Votos Inválidos         | Votos Inválidos                | 416    | 3,23 / 100,00   | 0,30 |           |     |
| Total                   | Total                          | 12 891 | 100,00 / 100,00 |      | 21 / 21   |     |
| Eleitorado/Participação | Eleitorado/Participação        | 22 479 | 57,35 / 100,00  | 5,37 |           |     |

| Freguesia             | %     | %        | %    | %    | Votantes |
| Freguesia             | PS    | PSD- CDS | CDU  | BE   | Votantes |
| --------------------- | ----- | -------- | ---- | ---- | -------- |
| Barão de São João     | 55,53 | 22,89    | 8,95 | 8,42 | 380      |
| Bensafrim             | 55,87 | 29,85    | 7,65 | 4,21 | 784      |
| Lagos (Santa Maria)   | 51,66 | 30,61    | 6,73 | 7,89 | 3 283    |
| Lagos (São Sebastião) | 56,96 | 24,07    | 8,21 | 7,35 | 6 029    |
| Luz                   | 60,89 | 23,34    | 5,17 | 7,38 | 1 084    |
| Odiáxere              | 62,81 | 21,94    | 6,84 | 5,56 | 1 331    |
| Lagos                 | 56,43 | 25,77    | 7,42 | 7,14 | 12 891   |

#### Juntas de Freguesia
| Partido                 | Partido                        | Votos  | %               | +/-  | Presidentes | Mandatos | +/- |
| ----------------------- | ------------------------------ | ------ | --------------- | ---- | ----------- | -------- | --- |
|                         | Partido Socialista             | 7 958  | 61,73 / 100,00  | 9,27 | 6 / 6       | 42 / 60  | 7   |
|                         | PSD-CDS                        | 3 292  | 25,54 / 100,00  | -    | 0 / 6       | 16 / 60  | -   |
|                         | Coligação Democrática Unitária | 1 178  | 9,14 / 100,00   | 0,21 | 0 / 6       | 2 / 60   | 2   |
| Votos Inválidos         | Votos Inválidos                | 463    | 3,59 / 100,00   | 0,29 |             |          |     |
| Total                   | Total                          | 12 891 | 100,00 / 100,00 |      | 6 / 6       | 60 / 60  |     |
| Eleitorado/Participação | Eleitorado/Participação        | 22 479 | 57,35 / 100,00  | 5,32 |             |          |     |

| Freguesia             | Partido Vencedor | Partido Vencedor   | %              | Mandatos |
| --------------------- | ---------------- | ------------------ | -------------- | -------- |
| Barão de São João     |                  | Partido Socialista | 64,74 / 100,00 | 5 / 7    |
| Bensafrim             |                  | Partido Socialista | 57,02 / 100,00 | 6 / 9    |
| Lagos (Santa Maria)   |                  | Partido Socialista | 56,87 / 100,00 | 8 / 13   |
| Lagos (São Sebastião) |                  | Partido Socialista | 61,55 / 100,00 | 9 / 13   |
| Luz                   |                  | Partido Socialista | 68,27 / 100,00 | 7 / 9    |
| Odiáxere              |                  | Partido Socialista | 71,15 / 100,00 | 7 / 9    |

### Loulé

#### Câmara Municipal
| Partido                 | Partido                        | Votos  | %               | +/-  | Vereadores | +/-     |
| ----------------------- | ------------------------------ | ------ | --------------- | ---- | ---------- | ------- |
|                         | Partido Social Democrata       | 16 865 | 57,00 / 100,00  | 5,58 | 6 / 9      | 2       |
|                         | Partido Socialista             | 9 651  | 32,62 / 100,00  | 4,78 | 3 / 9      | Estável |
|                         | Bloco de Esquerda              | 858    | 2,90 / 100,00   | 0,21 | 0 / 9      | Estável |
|                         | CDS – Partido Popular          | 780    | 2,64 / 100,00   | 1,08 | 0 / 9      | Estável |
|                         | Coligação Democrática Unitária | 569    | 1,92 / 100,00   | 0,27 | 0 / 9      | Estável |
| Votos Inválidos         | Votos Inválidos                | 865    | 2,93 / 100,00   | 1,80 |            |         |
| Total                   | Total                          | 29 588 | 100,00 / 100,00 |      | 9 / 9      | 2       |
| Eleitorado/Participação | Eleitorado/Participação        | 54 313 | 54,48 / 100,00  | 3,54 |            |         |

| Freguesia             | %     | %     | %    | %    | %    | Votantes |
| Freguesia             | PSD   | PS    | BE   | CDS  | CDU  | Votantes |
| --------------------- | ----- | ----- | ---- | ---- | ---- | -------- |
| Almancil              | 49,90 | 39,28 | 2,53 | 2,82 | 2,62 | 3 511    |
| Alte                  | 66,15 | 23,61 | 2,54 | 1,56 | 2,46 | 1 220    |
| Ameixial              | 47,35 | 46,71 | 0,42 | 1,27 | 0,85 | 471      |
| Benafim               | 59,59 | 33,24 | 1,66 | 1,52 | 1,93 | 725      |
| Boliqueime            | 53,74 | 35,23 | 1,46 | 3,99 | 1,63 | 2 458    |
| Loulé (São Clemente)  | 55,51 | 34,35 | 3,11 | 2,32 | 1,32 | 7 362    |
| Loulé (São Sebastião) | 67,50 | 22,91 | 2,82 | 2,67 | 1,72 | 3 366    |
| Quarteira             | 56,93 | 31,36 | 3,82 | 3,13 | 2,30 | 7 437    |
| Querença              | 65,36 | 25,00 | 3,57 | 1,96 | 0,71 | 560      |
| Salir                 | 53,58 | 36,51 | 2,75 | 1,78 | 2,96 | 1 857    |
| Tôr                   | 60,55 | 33,33 | 1,45 | 1,45 | 0,64 | 621      |
| Loulé                 | 57,00 | 32,62 | 2,90 | 2,64 | 1,92 | 29 588   |

#### Assembleia Municipal
| Partido                 | Partido                        | Votos  | %               | +/-  | Deputados | +/-     |
| ----------------------- | ------------------------------ | ------ | --------------- | ---- | --------- | ------- |
|                         | Partido Social Democrata       | 15 147 | 51,20 / 100,00  | 4,04 | 15 / 27   | 4       |
|                         | Partido Socialista             | 10 271 | 34,72 / 100,00  | 4,28 | 10 / 27   | 1       |
|                         | Bloco de Esquerda              | 1 390  | 4,70 / 100,00   | 0,54 | 1 / 27    | Estável |
|                         | CDS – Partido Popular          | 1 030  | 3,48 / 100,00   | 1,51 | 1 / 27    | 1       |
|                         | Coligação Democrática Unitária | 734    | 2,48 / 100,00   | 0,16 | 0 / 27    | Estável |
| Votos Inválidos         | Votos Inválidos                | 1 011  | 3,42 / 100,00   | 1,65 |           |         |
| Total                   | Total                          | 29 583 | 100,00 / 100,00 |      | 27 / 27   | 6       |
| Eleitorado/Participação | Eleitorado/Participação        | 54 313 | 54,47 / 100,00  | 3,54 |           |         |

| Freguesia             | %     | %     | %    | %    | %    | Votantes |
| Freguesia             | PSD   | PS    | BE   | CDS  | CDU  | Votantes |
| --------------------- | ----- | ----- | ---- | ---- | ---- | -------- |
| Almancil              | 46,28 | 40,87 | 3,36 | 3,67 | 2,76 | 3 511    |
| Alte                  | 62,30 | 24,92 | 4,67 | 1,89 | 2,54 | 1 220    |
| Ameixial              | 41,83 | 51,59 | 0,42 | 1,06 | 0,64 | 471      |
| Benafim               | 55,72 | 32,55 | 3,17 | 2,62 | 2,21 | 725      |
| Boliqueime            | 47,52 | 38,28 | 2,69 | 4,96 | 2,07 | 2 458    |
| Loulé (São Clemente)  | 45,03 | 39,28 | 6,28 | 3,17 | 2,20 | 7 360    |
| Loulé (São Sebastião) | 62,98 | 23,86 | 4,58 | 3,48 | 2,17 | 3 366    |
| Quarteira             | 53,13 | 31,34 | 5,22 | 4,33 | 2,96 | 7 434    |
| Querença              | 61,61 | 27,68 | 5,54 | 1,79 | 0,54 | 560      |
| Salir                 | 48,47 | 38,56 | 4,09 | 2,21 | 3,72 | 1 857    |
| Tôr                   | 58,62 | 34,94 | 2,09 | 1,45 | 1,45 | 621      |
| Loulé                 | 51,20 | 34,72 | 4,70 | 3,48 | 2,48 | 29 583   |

#### Juntas de Freguesia
| Partido                 | Partido                        | Votos  | %               | +/-  | Presidentes | Mandatos  | +/-     |
| ----------------------- | ------------------------------ | ------ | --------------- | ---- | ----------- | --------- | ------- |
|                         | Partido Social Democrata       | 14 133 | 47,76 / 100,00  | 3,00 | 7 / 11      | 61 / 109  | 3       |
|                         | Partido Socialista             | 12 091 | 40,86 / 100,00  | 2,71 | 4 / 11      | 47 / 109  | 2       |
|                         | CDS – Partido Popular          | 864    | 2,92 / 100,00   | 1,31 | 0 / 11      | 0 / 109   | Estável |
|                         | Coligação Democrática Unitária | 830    | 2,80 / 100,00   | 0,61 | 0 / 11      | 1 / 109   | 1       |
|                         | Bloco de Esquerda              | 730    | 2,47 / 100,00   | 0,90 | 0 / 11      | 0 / 109   | Estável |
| Votos Inválidos         | Votos Inválidos                | 944    | 3,19 / 100,00   | 1,43 |             |           |         |
| Total                   | Total                          | 29 592 | 100,00 / 100,00 |      | 11 / 11     | 109 / 109 | 2       |
| Eleitorado/Participação | Eleitorado/Participação        | 54 313 | 54,48 / 100,00  | 3,53 |             |           |         |

| Freguesia             | Partido Vencedor | Partido Vencedor         | %              | Mandatos |
| --------------------- | ---------------- | ------------------------ | -------------- | -------- |
| Almancil              |                  | Partido Socialista       | 49,16 / 100,00 | 7 / 13   |
| Alte                  |                  | Partido Social Democrata | 70,76 / 100,00 | 7 / 9    |
| Ameixial              |                  | Partido Socialista       | 61,78 / 100,00 | 5 / 7    |
| Benafim               |                  | Partido Social Democrata | 54,90 / 100,00 | 5 / 9    |
| Boliqueime            |                  | Partido Socialista       | 53,82 / 100,00 | 5 / 9    |
| Loulé (São Clemente)  |                  | Partido Socialista       | 54,86 / 100,00 | 8 / 13   |
| Loulé (São Sebastião) |                  | Partido Social Democrata | 64,65 / 100,00 | 10 / 13  |
| Quarteira             |                  | Partido Social Democrata | 55,13 / 100,00 | 9 / 13   |
| Querença              |                  | Partido Social Democrata | 67,14 / 100,00 | 5 / 7    |
| Salir                 |                  | Partido Social Democrata | 44,91 / 100,00 | 4 / 9    |
| Tôr                   |                  | Partido Social Democrata | 58,13 / 100,00 | 4 / 7    |

### Monchique

#### Câmara Municipal
| Partido                 | Partido                        | Votos | %               | +/-  | Vereadores | +/-     |
| ----------------------- | ------------------------------ | ----- | --------------- | ---- | ---------- | ------- |
|                         | Partido Social Democrata       | 1 981 | 46,73 / 100,00  | 7,20 | 3 / 5      | 1       |
|                         | Partido Socialista             | 1 914 | 45,15 / 100,00  | 6,44 | 2 / 5      | 1       |
|                         | Coligação Democrática Unitária | 156   | 3,68 / 100,00   | 0,19 | 0 / 5      | Estável |
|                         | CDS – Partido Popular          | 60    | 1,42 / 100,00   | 0,72 | 0 / 5      | Estável |
| Votos Inválidos         | Votos Inválidos                | 128   | 3,02 / 100,00   | 0,23 |            |         |
| Total                   | Total                          | 4 239 | 100,00 / 100,00 |      | 5 / 5      |         |
| Eleitorado/Participação | Eleitorado/Participação        | 5 700 | 74,37 / 100,00  | 0,81 |            |         |

| Freguesia | %     | %     | %    | %    | Votantes |
| Freguesia | PSD   | PS    | CDU  | CDS  | Votantes |
| --------- | ----- | ----- | ---- | ---- | -------- |
| Alferce   | 30,94 | 61,56 | 3,26 | 2,28 | 307      |
| Marmelete | 48,56 | 45,98 | 2,12 | 1,21 | 659      |
| Monchique | 47,85 | 43,45 | 4,03 | 1,37 | 3 273    |
| Monchique | 46,73 | 45,15 | 3,68 | 1,42 | 4 239    |

#### Assembleia Municipal
| Partido                 | Partido                        | Votos | %               | +/-  | Deputados | +/-     |
| ----------------------- | ------------------------------ | ----- | --------------- | ---- | --------- | ------- |
|                         | Partido Socialista             | 1 957 | 46,17 / 100,00  | 6,23 | 8 / 15    | 1       |
|                         | Partido Social Democrata       | 1 933 | 45,60 / 100,00  | 6,05 | 7 / 15    | 1       |
|                         | Coligação Democrática Unitária | 222   | 5,24 / 100,00   | 0,50 | 0 / 15    | Estável |
| Votos Inválidos         | Votos Inválidos                | 127   | 2,99 / 100,00   | 0,32 |           |         |
| Total                   | Total                          | 4 239 | 100,00 / 100,00 |      | 15 / 15   |         |
| Eleitorado/Participação | Eleitorado/Participação        | 5 700 | 74,37 / 100,00  | 0,81 |           |         |

| Freguesia | %     | %     | %    | Votantes |
| Freguesia | PS    | PSD   | CDU  | Votantes |
| --------- | ----- | ----- | ---- | -------- |
| Alferce   | 60,59 | 33,22 | 3,26 | 307      |
| Marmelete | 46,43 | 48,56 | 3,03 | 659      |
| Monchique | 44,76 | 46,17 | 5,87 | 3 273    |
| Monchique | 46,17 | 45,60 | 5,24 | 4 239    |

#### Juntas de Freguesia
| Partido                 | Partido                        | Votos | %               | +/-  | Presidentes | Mandatos | +/-     |
| ----------------------- | ------------------------------ | ----- | --------------- | ---- | ----------- | -------- | ------- |
|                         | Partido Socialista             | 2 133 | 50,32 / 100,00  | 7,99 | 2 / 3       | 13 / 23  | Estável |
|                         | Partido Social Democrata       | 1 823 | 43,01 / 100,00  | 7,77 | 1 / 3       | 10 / 23  | Estável |
|                         | Coligação Democrática Unitária | 168   | 3,96 / 100,00   | 0,42 | 0 / 3       | 0 / 23   | Estável |
| Votos Inválidos         | Votos Inválidos                | 115   | 2,72 / 100,00   | 0,19 |             |          |         |
| Total                   | Total                          | 4 239 | 100,00 / 100,00 |      | 3 / 3       | 23 / 23  |         |
| Eleitorado/Participação | Eleitorado/Participação        | 5 700 | 74,37 / 100,00  | 0,81 |             |          |         |

| Freguesia | Partido Vencedor | Partido Vencedor         | %              | Mandatos |
| --------- | ---------------- | ------------------------ | -------------- | -------- |
| Alferce   |                  | Partido Socialista       | 61,89 / 100,00 | 5 / 7    |
| Marmelete |                  | Partido Social Democrata | 52,50 / 100,00 | 4 / 7    |
| Monchique |                  | Partido Socialista       | 50,26 / 100,00 | 5 / 9    |

### Olhão

#### Câmara Municipal
| Partido                 | Partido                        | Votos  | %               | +/-  | Vereadores | +/-     |
| ----------------------- | ------------------------------ | ------ | --------------- | ---- | ---------- | ------- |
|                         | Partido Socialista             | 7 744  | 45,85 / 100,00  | 6,21 | 4 / 7      | 1       |
|                         | PSD-CDS-MPT-PPM                | 4 918  | 29,12 / 100,00  | -    | 2 / 7      | -       |
|                         | Bloco de Esquerda              | 1 666  | 9,86 / 100,00   | -    | 1 / 7      | -       |
|                         | Coligação Democrática Unitária | 1 572  | 9,31 / 100,00   | 0,29 | 0 / 7      | Estável |
|                         | PCTP/MRPP                      | 308    | 1,82 / 100,00   | 0,46 | 0 / 7      | Estável |
| Votos Inválidos         | Votos Inválidos                | 682    | 4,04 / 100,00   | 1,71 |            |         |
| Total                   | Total                          | 16 890 | 100,00 / 100,00 |      | 7 / 7      |         |
| Eleitorado/Participação | Eleitorado/Participação        | 35 617 | 47,42 / 100,00  | 0,19 |            |         |

| Freguesia    | %     | %                  | %     | %     | %    | Votantes |
| Freguesia    | PS    | PSD- CDS- MPT- PPM | BE    | CDU   | PCTP | Votantes |
| ------------ | ----- | ------------------ | ----- | ----- | ---- | -------- |
| Fuseta       | 51,50 | 24,29              | 6,20  | 13,32 | 1,99 | 1 404    |
| Moncarapacho | 45,66 | 39,37              | 5,02  | 4,61  | 1,04 | 3 447    |
| Olhão        | 44,59 | 28,53              | 10,40 | 10,40 | 2,03 | 5 661    |
| Pechão       | 46,58 | 18,63              | 15,68 | 13,04 | 2,25 | 1 288    |
| Quelfes      | 45,64 | 26,82              | 12,08 | 9,21  | 1,96 | 5 090    |
| Olhão        | 45,85 | 29,12              | 9,86  | 9,31  | 1,82 | 16 890   |

#### Assembleia Municipal
| Partido                 | Partido                        | Votos  | %               | +/-  | Deputados | +/- |
| ----------------------- | ------------------------------ | ------ | --------------- | ---- | --------- | --- |
|                         | Partido Socialista             | 7 136  | 42,24 / 100,00  | 6,30 | 10 / 21   | 1   |
|                         | PSD-CDS-MPT-PPM                | 5 003  | 29,62 / 100,00  | -    | 7 / 21    | -   |
|                         | Bloco de Esquerda              | 2 106  | 12,47 / 100,00  | -    | 2 / 21    | -   |
|                         | Coligação Democrática Unitária | 1 976  | 11,70 / 100,00  | 0,62 | 2 / 21    | 1   |
| Votos Inválidos         | Votos Inválidos                | 672    | 3,98 / 100,00   | 2,09 |           |     |
| Total                   | Total                          | 16 893 | 100,00 / 100,00 |      | 21 / 21   |     |
| Eleitorado/Participação | Eleitorado/Participação        | 35 617 | 47,43 / 100,00  | 0,23 |           |     |

| Freguesia    | %     | %                  | %     | %     | Votantes |
| Freguesia    | PS    | PSD- CDS- MPT- PPM | BE    | CDU   | Votantes |
| ------------ | ----- | ------------------ | ----- | ----- | -------- |
| Fuseta       | 45,44 | 26,00              | 8,26  | 17,31 | 1 404    |
| Moncarapacho | 41,98 | 40,99              | 6,82  | 5,98  | 3 447    |
| Olhão        | 41,26 | 28,79              | 12,98 | 12,90 | 5 661    |
| Pechão       | 44,88 | 18,56              | 18,01 | 15,37 | 1 288    |
| Quelfes      | 41,96 | 26,62              | 15,47 | 11,76 | 5 093    |
| Olhão        | 42,24 | 29,62              | 12,47 | 11,70 | 16 893   |

#### Juntas de Freguesia
| Partido                 | Partido                        | Votos  | %               | +/-  | Presidentes | Mandatos | +/- |
| ----------------------- | ------------------------------ | ------ | --------------- | ---- | ----------- | -------- | --- |
|                         | Partido Socialista             | 7 455  | 44,14 / 100,00  | 6,11 | 4 / 5       | 28 / 57  | 5   |
|                         | PSD-CDS-MPT-PPM                | 4 990  | 29,54 / 100,00  | -    | 1 / 5       | 18 / 57  | -   |
|                         | Bloco de Esquerda              | 1 998  | 11,83 / 100,00  | -    | 0 / 5       | 6 / 57   | -   |
|                         | Coligação Democrática Unitária | 1 840  | 10,89 / 100,00  | 0,62 | 0 / 5       | 5 / 57   | 1   |
| Votos Inválidos         | Votos Inválidos                | 608    | 3,60 / 100,00   | 1,84 |             |          |     |
| Total                   | Total                          | 16 891 | 100,00 / 100,00 |      | 5 / 5       | 57 / 57  |     |
| Eleitorado/Participação | Eleitorado/Participação        | 35 617 | 47,42 / 100,00  | 0,18 |             |          |     |

| Freguesia    | Partido Vencedor | Partido Vencedor   | %              | Mandatos |
| ------------ | ---------------- | ------------------ | -------------- | -------- |
| Fuseta       |                  | Partido Socialista | 43,59 / 100,00 | 4 / 9    |
| Moncarapacho |                  | PSD-CDS-MPT-PPM    | 46,07 / 100,00 | 7 / 13   |
| Olhão        |                  | Partido Socialista | 44,23 / 100,00 | 6 / 13   |
| Pechão       |                  | Partido Socialista | 47,59 / 100,00 | 5 / 9    |
| Quelfes      |                  | Partido Socialista | 43,61 / 100,00 | 7 / 13   |

### Portimão

#### Câmara Municipal
| Partido                 | Partido                        | Votos  | %               | +/-   | Vereadores | +/-     |
| ----------------------- | ------------------------------ | ------ | --------------- | ----- | ---------- | ------- |
|                         | Partido Socialista             | 12 849 | 55,49 / 100,00  | 12,95 | 5 / 7      | 1       |
|                         | Partido Social Democrata       | 5 818  | 25,13 / 100,00  | -     | 2 / 7      | -       |
|                         | Bloco de Esquerda              | 1 460  | 6,31 / 100,00   | 1,16  | 0 / 7      | Estável |
|                         | Coligação Democrática Unitária | 1 372  | 5,93 / 100,00   | 4,74  | 0 / 7      | 1       |
|                         | CDS – Partido Popular          | 999    | 4,31 / 100,00   | -     | 0 / 7      | -       |
| Votos Inválidos         | Votos Inválidos                | 657    | 2,84 / 100,00   | 2,64  |            |         |
| Total                   | Total                          | 23 155 | 100,00 / 100,00 |       | 7 / 7      |         |
| Eleitorado/Participação | Eleitorado/Participação        | 42 751 | 54,16 / 100,00  | 3,10  |            |         |

| Freguesia          | %     | %     | %    | %    | %    | Votantes |
| Freguesia          | PS    | PSD   | BE   | CDU  | CDS  | Votantes |
| ------------------ | ----- | ----- | ---- | ---- | ---- | -------- |
| Alvor              | 66,65 | 16,46 | 5,66 | 5,61 | 3,10 | 2 387    |
| Mexilhoeira Grande | 61,61 | 19,86 | 7,50 | 4,34 | 3,47 | 1 959    |
| Portimão           | 53,44 | 26,77 | 6,26 | 6,13 | 4,56 | 18 809   |
| Portimão           | 55,49 | 25,13 | 6,31 | 5,93 | 4,31 | 23 155   |

#### Assembleia Municipal
| Partido                 | Partido                        | Votos  | %               | +/-   | Deputados | +/-     |
| ----------------------- | ------------------------------ | ------ | --------------- | ----- | --------- | ------- |
|                         | Partido Socialista             | 11 868 | 51,25 / 100,00  | 10,12 | 12 / 21   | 2       |
|                         | Partido Social Democrata       | 5 766  | 24,90 / 100,00  | -     | 5 / 21    | -       |
|                         | Bloco de Esquerda              | 1 983  | 8,56 / 100,00   | 0,12  | 2 / 21    | Estável |
|                         | Coligação Democrática Unitária | 1 576  | 6,81 / 100,00   | 4,11  | 1 / 21    | 1       |
|                         | CDS – Partido Popular          | 1 244  | 5,37 / 100,00   | -     | 1 / 21    | -       |
| Votos Inválidos         | Votos Inválidos                | 718    | 3,10 / 100,00   | 2,44  |           |         |
| Total                   | Total                          | 23 155 | 100,00 / 100,00 |       | 21 / 21   |         |
| Eleitorado/Participação | Eleitorado/Participação        | 42 751 | 54,16 / 100,00  | 3,10  |           |         |

| Freguesia          | %     | %     | %     | %    | %    | Votantes |
| Freguesia          | PS    | PSD   | BE    | CDU  | CDS  | Votantes |
| ------------------ | ----- | ----- | ----- | ---- | ---- | -------- |
| Alvor              | 61,79 | 17,13 | 7,33  | 6,79 | 4,36 | 2 387    |
| Mexilhoeira Grande | 57,89 | 18,68 | 10,57 | 5,10 | 4,03 | 1 959    |
| Portimão           | 49,23 | 26,54 | 8,51  | 6,99 | 5,64 | 18 809   |
| Portimão           | 51,25 | 24,90 | 8,56  | 6,81 | 5,37 | 23 155   |

#### Juntas de Freguesia
| Partido                 | Partido                        | Votos  | %               | +/-   | Presidentes | Mandatos | +/- |
| ----------------------- | ------------------------------ | ------ | --------------- | ----- | ----------- | -------- | --- |
|                         | Partido Socialista             | 12 037 | 51,98 / 100,00  | 10,01 | 3 / 3       | 24 / 37  | 3   |
|                         | Partido Social Democrata       | 5 827  | 25,17 / 100,00  | -     | 0 / 3       | 9 / 37   | -   |
|                         | Bloco de Esquerda              | 1 860  | 8,03 / 100,00   | 0,17  | 0 / 3       | 2 / 37   | 1   |
|                         | Coligação Democrática Unitária | 1 508  | 6,51 / 100,00   | 4,18  | 0 / 3       | 1 / 37   | 3   |
|                         | CDS – Partido Popular          | 1 201  | 5,19 / 100,00   | -     | 0 / 3       | 1 / 37   | -   |
| Votos Inválidos         | Votos Inválidos                | 722    | 3,12 / 100,00   | 2,52  |             |          |     |
| Total                   | Total                          | 23 155 | 100,00 / 100,00 |       | 3 / 3       | 37 / 37  |     |
| Eleitorado/Participação | Eleitorado/Participação        | 42 751 | 54,16 / 100,00  | 3,10  |             |          |     |

| Freguesia          | Partido Vencedor | Partido Vencedor   | %              | Mandatos |
| ------------------ | ---------------- | ------------------ | -------------- | -------- |
| Alvor              |                  | Partido Socialista | 62,51 / 100,00 | 7 / 9    |
| Mexilhoeira Grande |                  | Partido Socialista | 59,37 / 100,00 | 6 / 9    |
| Portimão           |                  | Partido Socialista | 49,88 / 100,00 | 11 / 19  |

### São Brás de Alportel

#### Câmara Municipal
| Partido                 | Partido                        | Votos | %               | +/-  | Vereadores | +/-     |
| ----------------------- | ------------------------------ | ----- | --------------- | ---- | ---------- | ------- |
|                         | Partido Socialista             | 3 557 | 72,99 / 100,00  | 4,72 | 4 / 5      | Estável |
|                         | Partido Social Democrata       | 752   | 15,43 / 100,00  | 4,16 | 1 / 5      | Estável |
|                         | Coligação Democrática Unitária | 300   | 6,16 / 100,00   | 0,42 | 0 / 5      | Estável |
|                         | CDS – Partido Popular          | 99    | 2,03 / 100,00   | 0,18 | 0 / 5      | Estável |
| Votos Inválidos         | Votos Inválidos                | 165   | 3,38 / 100,00   | 1,17 |            |         |
| Total                   | Total                          | 4 873 | 100,00 / 100,00 |      | 5 / 5      |         |
| Eleitorado/Participação | Eleitorado/Participação        | 8 779 | 55,51 / 100,00  | 4,51 |            |         |

| Freguesia            | %     | %     | %    | %    | Votantes |
| Freguesia            | PS    | PSD   | CDU  | CDS  | Votantes |
| -------------------- | ----- | ----- | ---- | ---- | -------- |
| São Brás de Alportel | 72,99 | 15,43 | 6,16 | 2,03 | 4 873    |
| São Brás de Alportel | 72,99 | 15,43 | 6,16 | 2,03 | 4 873    |

#### Assembleia Municipal
| Partido                 | Partido                        | Votos | %               | +/-  | Deputados | +/-     |
| ----------------------- | ------------------------------ | ----- | --------------- | ---- | --------- | ------- |
|                         | Partido Socialista             | 3 200 | 65,67 / 100,00  | 7,27 | 11 / 15   | 1       |
|                         | Partido Social Democrata       | 1 008 | 20,69 / 100,00  | 3,07 | 3 / 15    | 1       |
|                         | Coligação Democrática Unitária | 475   | 9,75 / 100,00   | 0,81 | 1 / 15    | Estável |
| Votos Inválidos         | Votos Inválidos                | 190   | 3,90 / 100,00   | 1,39 |           |         |
| Total                   | Total                          | 4 873 | 100,00 / 100,00 |      | 15 / 15   |         |
| Eleitorado/Participação | Eleitorado/Participação        | 8 779 | 55,51 / 100,00  | 4,51 |           |         |

| Freguesia            | %     | %     | %    | Votantes |
| Freguesia            | PS    | PSD   | CDU  | Votantes |
| -------------------- | ----- | ----- | ---- | -------- |
| São Brás de Alportel | 65,67 | 20,69 | 9,75 | 4 873    |
| São Brás de Alportel | 65,67 | 20,69 | 9,75 | 4 873    |

#### Juntas de Freguesia
| Partido                 | Partido                        | Votos | %               | +/-  | Presidentes | Mandatos | +/-     |
| ----------------------- | ------------------------------ | ----- | --------------- | ---- | ----------- | -------- | ------- |
|                         | Partido Socialista             | 3 318 | 68,09 / 100,00  | 9,02 | 1 / 1       | 10 / 13  | 2       |
|                         | Partido Social Democrata       | 947   | 19,43 / 100,00  | 7,70 | 0 / 1       | 2 / 13   | 2       |
|                         | Coligação Democrática Unitária | 429   | 8,80 / 100,00   | 1,25 | 0 / 1       | 1 / 13   | Estável |
| Votos Inválidos         | Votos Inválidos                | 179   | 3,67 / 100,00   | 0,87 |             |          |         |
| Total                   | Total                          | 4 873 | 100,00 / 100,00 |      | 1 / 1       | 13 / 13  |         |
| Eleitorado/Participação | Eleitorado/Participação        | 8 779 | 55,51 / 100,00  | 4,51 |             |          |         |

| Freguesia            | Partido Vencedor | Partido Vencedor   | %              | Mandatos |
| -------------------- | ---------------- | ------------------ | -------------- | -------- |
| São Brás de Alportel |                  | Partido Socialista | 68,09 / 100,00 | 10 / 13  |

### Silves

#### Câmara Municipal
| Partido                 | Partido                        | Votos  | %               | +/-  | Vereadores | +/-     |
| ----------------------- | ------------------------------ | ------ | --------------- | ---- | ---------- | ------- |
|                         | Partido Social Democrata       | 6 761  | 39,54 / 100,00  | 4,64 | 3 / 7      | 1       |
|                         | Partido Socialista             | 5 453  | 31,89 / 100,00  | 4,35 | 3 / 7      | 1       |
|                         | Coligação Democrática Unitária | 3 193  | 18,67 / 100,00  | 0,60 | 1 / 7      | Estável |
|                         | Bloco de Esquerda              | 1 006  | 5,88 / 100,00   | 2,70 | 0 / 7      | Estável |
| Votos Inválidos         | Votos Inválidos                | 687    | 4,02 / 100,00   | 0,81 |            |         |
| Total                   | Total                          | 17 100 | 100,00 / 100,00 |      | 7 / 7      |         |
| Eleitorado/Participação | Eleitorado/Participação        | 29 886 | 57,22 / 100,00  | 2,19 |            |         |

| Freguesia                  | %     | %     | %     | %    | Votantes |
| Freguesia                  | PSD   | PS    | CDU   | BE   | Votantes |
| -------------------------- | ----- | ----- | ----- | ---- | -------- |
| Alcantarilha               | 41,62 | 38,23 | 7,91  | 8,95 | 1 151    |
| Algoz                      | 53,73 | 30,05 | 6,74  | 5,65 | 1 647    |
| Armação de Pêra            | 44,20 | 40,74 | 4,88  | 6,55 | 1 846    |
| Pêra                       | 49,15 | 31,76 | 11,26 | 5,63 | 995      |
| São Bartolomeu de Messines | 29,41 | 31,33 | 31,35 | 3,74 | 4 220    |
| São Marcos da Serra        | 37,46 | 31,10 | 23,04 | 2,16 | 881      |
| Silves                     | 39,70 | 27,03 | 21,46 | 7,48 | 5 297    |
| Tunes                      | 39,32 | 39,70 | 11,85 | 5,64 | 1 063    |
| Silves                     | 39,54 | 31,89 | 18,67 | 5,88 | 17 100   |

#### Assembleia Municipal
| Partido                 | Partido                        | Votos  | %               | +/-  | Deputados | +/-     |
| ----------------------- | ------------------------------ | ------ | --------------- | ---- | --------- | ------- |
|                         | Partido Social Democrata       | 5 813  | 34,02 / 100,00  | 5,89 | 8 / 21    | 1       |
|                         | Partido Socialista             | 5 364  | 31,39 / 100,00  | 1,15 | 7 / 21    | Estável |
|                         | Coligação Democrática Unitária | 3 736  | 21,86 / 100,00  | 1,96 | 5 / 21    | 1       |
|                         | Bloco de Esquerda              | 1 412  | 8,26 / 100,00   | 3,92 | 1 / 21    | Estável |
| Votos Inválidos         | Votos Inválidos                | 763    | 4,46 / 100,00   | 1,15 |           |         |
| Total                   | Total                          | 17 088 | 100,00 / 100,00 |      | 21 / 21   |         |
| Eleitorado/Participação | Eleitorado/Participação        | 29 886 | 57,18 / 100,00  | 2,23 |           |         |

| Freguesia                  | %     | %     | %     | %     | Votantes |
| Freguesia                  | PSD   | PS    | CDU   | BE    | Votantes |
| -------------------------- | ----- | ----- | ----- | ----- | -------- |
| Alcantarilha               | 36,49 | 39,62 | 9,56  | 10,77 | 1 151    |
| Algoz                      | 54,19 | 27,12 | 7,40  | 6,92  | 1 648    |
| Armação de Pêra            | 40,90 | 41,01 | 5,80  | 8,34  | 1 846    |
| Pêra                       | 48,14 | 30,25 | 12,46 | 6,83  | 995      |
| São Bartolomeu de Messines | 23,53 | 30,31 | 36,75 | 4,88  | 4 220    |
| São Marcos da Serra        | 30,87 | 35,53 | 23,27 | 3,41  | 881      |
| Silves                     | 30,47 | 26,50 | 25,93 | 12,11 | 5 284    |
| Tunes                      | 36,78 | 38,66 | 13,83 | 7,15  | 1 063    |
| Silves                     | 34,02 | 31,39 | 21,86 | 8,26  | 17 088   |

#### Juntas de Freguesia
| Partido                 | Partido                        | Votos  | %               | +/-  | Presidentes | Mandatos | +/- |
| ----------------------- | ------------------------------ | ------ | --------------- | ---- | ----------- | -------- | --- |
|                         | Partido Social Democrata       | 5 593  | 32,73 / 100,00  | 3,53 | 4 / 8       | 32 / 80  | 2   |
|                         | Partido Socialista             | 5 229  | 30,60 / 100,00  | 0,03 | 2 / 8       | 30 / 80  | 2   |
|                         | Coligação Democrática Unitária | 4 634  | 27,12 / 100,00  | 1,19 | 2 / 8       | 16 / 80  | 2   |
|                         | Bloco de Esquerda              | 982    | 5,75 / 100,00   | 5,12 | 0 / 8       | 2 / 80   | 2   |
| Votos Inválidos         | Votos Inválidos                | 648    | 3,79 / 100,00   | 1,42 |             |          |     |
| Total                   | Total                          | 17 086 | 100,00 / 100,00 |      | 8 / 8       | 80 / 80  |     |
| Eleitorado/Participação | Eleitorado/Participação        | 29 886 | 57,17 / 100,00  | 2,23 |             |          |     |

| Freguesia                  | Partido Vencedor | Partido Vencedor               | %              | Mandatos |
| -------------------------- | ---------------- | ------------------------------ | -------------- | -------- |
| Alcantarilha               |                  | Partido Socialista             | 45,44 / 100,00 | 5 / 9    |
| Algoz                      |                  | Partido Social Democrata       | 69,05 / 100,00 | 7 / 9    |
| Armação de Pêra            |                  | Partido Social Democrata       | 43,12 / 100,00 | 5 / 9    |
| Pêra                       |                  | Partido Social Democrata       | 59,40 / 100,00 | 6 / 9    |
| São Bartolomeu de Messines |                  | Coligação Democrática Unitária | 37,84 / 100,00 | 6 / 13   |
| São Marcos da Serra        |                  | Partido Socialista             | 46,14 / 100,00 | 5 / 9    |
| Silves                     |                  | Coligação Democrática Unitária | 43,48 / 100,00 | 6 / 13   |
| Tunes                      |                  | Partido Social Democrata       | 39,32 / 100,00 | 4 / 9    |

### Tavira

#### Câmara Municipal
| Partido                 | Partido                        | Votos  | %               | +/-   | Vereadores | +/-     |
| ----------------------- | ------------------------------ | ------ | --------------- | ----- | ---------- | ------- |
|                         | Partido Socialista             | 6 626  | 45,99 / 100,00  | 10,60 | 4 / 7      | 1       |
|                         | Partido Social Democrata       | 6 097  | 42,32 / 100,00  | 11,51 | 3 / 7      | 1       |
|                         | Bloco de Esquerda              | 415    | 2,88 / 100,00   | 0,74  | 0 / 7      | Estável |
|                         | Coligação Democrática Unitária | 408    | 2,83 / 100,00   | 0,07  | 0 / 7      | Estável |
|                         | CDS – Partido Popular          | 373    | 2,59 / 100,00   | 1,10  | 0 / 7      | Estável |
| Votos Inválidos         | Votos Inválidos                | 489    | 3,40 / 100,00   | 0,85  |            |         |
| Total                   | Total                          | 14 408 | 100,00 / 100,00 |       | 7 / 7      |         |
| Eleitorado/Participação | Eleitorado/Participação        | 22 832 | 63,10 / 100,00  | 2,09  |            |         |

| Freguesia                        | %     | %     | %    | %    | %    | Votantes |
| Freguesia                        | PS    | PSD   | BE   | CDU  | CDS  | Votantes |
| -------------------------------- | ----- | ----- | ---- | ---- | ---- | -------- |
| Cabanas de Tavira                | 43,25 | 41,58 | 6,98 | 2,43 | 2,43 | 659      |
| Cachopo                          | 39,90 | 48,08 | 0,67 | 2,34 | 2,67 | 599      |
| Conceição de Tavira              | 55,21 | 31,84 | 2,42 | 3,75 | 2,91 | 826      |
| Luz de Tavira                    | 47,74 | 36,01 | 5,18 | 2,75 | 3,69 | 1 816    |
| Santa Catarina da Fonte do Bispo | 40,65 | 47,72 | 2,33 | 1,12 | 2,88 | 1 075    |
| Santa Luzia                      | 64,10 | 27,06 | 1,35 | 3,95 | 1,77 | 961      |
| Santo Estêvão                    | 54,73 | 35,82 | 2,86 | 3,23 | 2,11 | 804      |
| Tavira (Santa Maria)             | 46,80 | 41,51 | 2,46 | 3,11 | 2,81 | 3 989    |
| Tavira (Santiago)                | 38,57 | 51,64 | 2,50 | 2,64 | 1,98 | 3 679    |
| Tavira                           | 45,99 | 42,32 | 2,88 | 2,83 | 2,59 | 14 408   |

#### Assembleia Municipal
| Partido                 | Partido                        | Votos  | %               | +/-  | Deputados | +/-     |
| ----------------------- | ------------------------------ | ------ | --------------- | ---- | --------- | ------- |
|                         | Partido Socialista             | 6 491  | 45,05 / 100,00  | 8,18 | 10 / 21   | 1       |
|                         | Partido Social Democrata       | 5 798  | 40,24 / 100,00  | 8,40 | 9 / 21    | 2       |
|                         | Bloco de Esquerda              | 883    | 6,13 / 100,00   | 2,28 | 1 / 21    | 1       |
|                         | Coligação Democrática Unitária | 696    | 4,83 / 100,00   | 0,57 | 1 / 21    | Estável |
| Votos Inválidos         | Votos Inválidos                | 540    | 3,75 / 100,00   | 1,07 |           |         |
| Total                   | Total                          | 14 408 | 100,00 / 100,00 |      | 21 / 21   |         |
| Eleitorado/Participação | Eleitorado/Participação        | 22 832 | 63,10 / 100,00  | 2,09 |           |         |

| Freguesia                        | %     | %     | %     | %    | Votantes |
| Freguesia                        | PS    | PSD   | BE    | CDU  | Votantes |
| -------------------------------- | ----- | ----- | ----- | ---- | -------- |
| Cabanas de Tavira                | 44,16 | 36,12 | 12,75 | 3,95 | 659      |
| Cachopo                          | 42,07 | 47,25 | 2,00  | 2,34 | 599      |
| Conceição de Tavira              | 54,00 | 32,57 | 4,00  | 5,21 | 826      |
| Luz de Tavira                    | 48,73 | 33,15 | 8,76  | 4,96 | 1 816    |
| Santa Catarina da Fonte do Bispo | 38,42 | 49,02 | 3,72  | 2,42 | 1 075    |
| Santa Luzia                      | 63,27 | 24,35 | 4,79  | 5,62 | 961      |
| Santo Estêvão                    | 53,48 | 33,08 | 6,09  | 5,60 | 804      |
| Tavira (Santa Maria)             | 44,20 | 40,59 | 5,74  | 5,82 | 3 989    |
| Tavira (Santiago)                | 38,14 | 47,84 | 6,28  | 4,51 | 3 679    |
| Tavira                           | 45,05 | 40,24 | 6,13  | 4,83 | 14 408   |

#### Juntas de Freguesia
| Partido                 | Partido                        | Votos  | %               | +/-   | Presidentes | Mandatos | +/-     |
| ----------------------- | ------------------------------ | ------ | --------------- | ----- | ----------- | -------- | ------- |
|                         | Partido Socialista             | 7 217  | 50,09 / 100,00  | 10,71 | 5 / 9       | 49 / 85  | 8       |
|                         | Partido Social Democrata       | 5 661  | 39,29 / 100,00  | 9,37  | 3 / 9       | 32 / 80  | 10      |
|                         | Coligação Democrática Unitária | 489    | 3,39 / 100,00   | 0,49  | 0 / 9       | 0 / 80   | Estável |
|                         | Grupo de Cidadãos              | 352    | 2,44 / 100,00   | 0,25  | 1 / 9       | 4 / 80   | Estável |
|                         | Bloco de Esquerda              | 238    | 1,65 / 100,00   | 0,33  | 0 / 9       | 0 / 80   | Estável |
| Votos Inválidos         | Votos Inválidos                | 451    | 3,13 / 100,00   | 0,85  |             |          |         |
| Total                   | Total                          | 14 408 | 100,00 / 100,00 |       | 9 / 9       | 85 / 85  | 2       |
| Eleitorado/Participação | Eleitorado/Participação        | 22 832 | 63,10 / 100,00  | 2,09  |             |          |         |

| Freguesia                        | Partido Vencedor | Partido Vencedor         | %              | Mandatos |
| -------------------------------- | ---------------- | ------------------------ | -------------- | -------- |
| Cabanas de Tavira                |                  | Grupo de Cidadãos        | 53,41 / 100,00 | 4 / 7    |
| Cachopo                          |                  | Partido Social Democrata | 49,92 / 100,00 | 4 / 7    |
| Conceição de Tavira              |                  | Partido Socialista       | 64,04 / 100,00 | 6 / 9    |
| Luz de Tavira                    |                  | Partido Socialista       | 62,00 / 100,00 | 6 / 9    |
| Santa Catarina da Fonte do Bispo |                  | Partido Social Democrata | 53,21 / 100,00 | 5 / 9    |
| Santa Luzia                      |                  | Partido Socialista       | 73,67 / 100,00 | 7 / 9    |
| Santo Estêvão                    |                  | Partido Socialista       | 68,28 / 100,00 | 7 / 9    |
| Tavira (Santa Maria)             |                  | Partido Social Democrata | 51,09 / 100,00 | 7 / 13   |
| Tavira (Santiago)                |                  | Partido Socialista       | 46,83 / 100,00 | 7 / 13   |

### Vila do Bispo

#### Câmara Municipal
| Partido                 | Partido                            | Votos | %               | +/-  | Vereadores | +/-     |
| ----------------------- | ---------------------------------- | ----- | --------------- | ---- | ---------- | ------- |
|                         | Partido Socialista                 | 1 211 | 39,60 / 100,00  | 2,40 | 2 / 5      | Estável |
|                         | Partido Social Democrata           | 1 105 | 36,13 / 100,00  | 8,56 | 2 / 5      | 1       |
|                         | Movimento Democrático Independente | 602   | 19,69 / 100,00  | Novo | 1 / 5      | Novo    |
|                         | Coligação Democrática Unitária     | 57    | 1,86 / 100,00   | 1,50 | 0 / 5      | Estável |
|                         | Partido da Terra                   | 20    | 0,65 / 100,00   | -    | 0 / 5      | -       |
| Votos Inválidos         | Votos Inválidos                    | 63    | 2,06 / 100,00   | 1,04 |            |         |
| Total                   | Total                              | 3 058 | 100,00 / 100,00 |      | 5 / 5      |         |
| Eleitorado/Participação | Eleitorado/Participação            | 4 282 | 71,42 / 100,00  | 1,50 |            |         |

| Freguesia           | %     | %     | %     | %    | %    | Votantes |
| Freguesia           | PS    | PSD   | MDI   | CDU  | MPT  | Votantes |
| ------------------- | ----- | ----- | ----- | ---- | ---- | -------- |
| Barão de São Miguel | 39,49 | 37,44 | 15,90 | 3,08 | 0,51 | 195      |
| Budens              | 44,43 | 28,41 | 21,90 | 3,00 | 0,88 | 799      |
| Raposeira           | 58,42 | 29,75 | 7,89  | 1,43 | 1,08 | 279      |
| Sagres              | 37,21 | 45,01 | 14,43 | 1,27 | 0,18 | 1 102    |
| Vila do Bispo       | 30,16 | 33,09 | 31,48 | 1,32 | 1,02 | 683      |
| Vila do Bispo       | 39,60 | 36,13 | 19,69 | 1,86 | 0,65 | 3 058    |

#### Assembleia Municipal
| Partido                 | Partido                            | Votos | %               | +/-  | Deputados | +/-     |
| ----------------------- | ---------------------------------- | ----- | --------------- | ---- | --------- | ------- |
|                         | Partido Socialista                 | 1 233 | 40,33 / 100,00  | 2,28 | 7 / 15    | Estável |
|                         | Partido Social Democrata           | 1 031 | 33,73 / 100,00  | 8,40 | 5 / 15    | 2       |
|                         | Movimento Democrático Independente | 644   | 21,07 / 100,00  | Novo | 3 / 15    | Novo    |
|                         | Coligação Democrática Unitária     | 79    | 2,58 / 100,00   | 1,80 | 0 / 15    | Estável |
| Votos Inválidos         | Votos Inválidos                    | 70    | 2,29 / 100,00   | 1,36 |           |         |
| Total                   | Total                              | 3 057 | 100,00 / 100,00 |      | 15 / 15   |         |
| Eleitorado/Participação | Eleitorado/Participação            | 4 282 | 71,39 / 100,00  | 1,53 |           |         |

| Freguesia           | %     | %     | %     | %    | Votantes |
| Freguesia           | PS    | PSD   | MDI   | CDU  | Votantes |
| ------------------- | ----- | ----- | ----- | ---- | -------- |
| Barão de São Miguel | 46,15 | 31,79 | 16,92 | 3,59 | 195      |
| Budens              | 43,55 | 25,91 | 24,16 | 4,13 | 799      |
| Raposeira           | 60,57 | 26,52 | 10,04 | 1,08 | 279      |
| Sagres              | 37,42 | 44,14 | 14,99 | 1,82 | 1 101    |
| Vila do Bispo       | 31,33 | 29,58 | 32,94 | 2,34 | 683      |
| Vila do Bispo       | 40,33 | 33,73 | 21,07 | 2,58 | 3 057    |

#### Juntas de Freguesia
| Partido                 | Partido                        | Votos | %               | +/-   | Presidentes | Mandatos | +/- |
| ----------------------- | ------------------------------ | ----- | --------------- | ----- | ----------- | -------- | --- |
|                         | Partido Socialista             | 1 074 | 35,12 / 100,00  | 3,71  | 2 / 5       | 15 / 39  | 2   |
|                         | Partido Social Democrata       | 949   | 31,03 / 100,00  | 5,73  | 1 / 5       | 10 / 39  | 3   |
|                         | Grupo de Cidadãos              | 912   | 29,82 / 100,00  | 13,25 | 2 / 5       | 14 / 39  | 3   |
|                         | Coligação Democrática Unitária | 63    | 2,06 / 100,00   | 6,64  | 0 / 5       | 0 / 39   | 2   |
| Votos Inválidos         | Votos Inválidos                | 60    | 1,96 / 100,00   | 2,75  |             |          |     |
| Total                   | Total                          | 3 058 | 100,00 / 100,00 |       | 5 / 5       | 39 / 39  |     |
| Eleitorado/Participação | Eleitorado/Participação        | 4 282 | 71,42 / 100,00  | 1,50  |             |          |     |

| Freguesia           | Partido Vencedor | Partido Vencedor         | %              | Mandatos |
| ------------------- | ---------------- | ------------------------ | -------------- | -------- |
| Barão de São Miguel |                  | Grupo de Cidadãos        | 63,08 / 100,00 | 5 / 7    |
| Budens              |                  | Partido Socialista       | 46,06 / 100,00 | 5 / 9    |
| Raposeira           |                  | Partido Socialista       | 67,03 / 100,00 | 5 / 7    |
| Sagres              |                  | Partido Social Democrata | 49,36 / 100,00 | 5 / 9    |
| Vila do Bispo       |                  | Grupo de Cidadãos        | 44,66 / 100,00 | 3 / 7    |

### Vila Real de Santo António

#### Câmara Municipal
| Partido                 | Partido                        | Votos  | %               | +/-   | Vereadores | +/-     |
| ----------------------- | ------------------------------ | ------ | --------------- | ----- | ---------- | ------- |
|                         | Partido Social Democrata       | 7 493  | 71,09 / 100,00  | 26,96 | 6 / 7      | 3       |
|                         | Partido Socialista             | 1 770  | 16,79 / 100,00  | 18,53 | 1 / 7      | 2       |
|                         | Coligação Democrática Unitária | 778    | 7,38 / 100,00   | 7,44  | 0 / 7      | 1       |
|                         | Bloco de Esquerda              | 196    | 1,86 / 100,00   | 0,34  | 0 / 7      | Estável |
|                         | CDS – Partido Popular          | 115    | 1,09 / 100,00   | 0,49  | 0 / 7      | Estável |
| Votos Inválidos         | Votos Inválidos                | 188    | 1,78 / 100,00   | 1,15  |            |         |
| Total                   | Total                          | 10 540 | 100,00 / 100,00 |       | 7 / 7      |         |
| Eleitorado/Participação | Eleitorado/Participação        | 16 504 | 63,86 / 100,00  | 1,00  |            |         |

| Freguesia                  | %     | %     | %    | %    | %    | Votantes |
| Freguesia                  | PSD   | PS    | CDU  | BE   | CDS  | Votantes |
| -------------------------- | ----- | ----- | ---- | ---- | ---- | -------- |
| Monte Gordo                | 78,23 | 10,35 | 6,51 | 1,73 | 1,40 | 2 136    |
| Vila Nova de Cacela        | 73,26 | 17,88 | 3,99 | 1,41 | 1,41 | 2 053    |
| Vila Real de Santo António | 67,99 | 18,61 | 8,77 | 2,05 | 0,88 | 6 351    |
| Vila Real de Santo António | 71,09 | 16,79 | 7,38 | 1,86 | 1,09 | 10 540   |

#### Assembleia Municipal
| Partido                 | Partido                        | Votos  | %               | +/-   | Deputados | +/-     |
| ----------------------- | ------------------------------ | ------ | --------------- | ----- | --------- | ------- |
|                         | Partido Social Democrata       | 6 666  | 63,24 / 100,00  | 23,21 | 15 / 21   | 6       |
|                         | Partido Socialista             | 2 131  | 20,22 / 100,00  | 14,66 | 4 / 21    | 4       |
|                         | Coligação Democrática Unitária | 1 118  | 10,61 / 100,00  | 7,59  | 2 / 21    | 2       |
|                         | Bloco de Esquerda              | 389    | 3,69 / 100,00   | 0,12  | 0 / 21    | Estável |
| Votos Inválidos         | Votos Inválidos                | 236    | 2,24 / 100,00   | 0,84  |           |         |
| Total                   | Total                          | 10 540 | 100,00 / 100,00 |       | 21 / 21   |         |
| Eleitorado/Participação | Eleitorado/Participação        | 16 504 | 63,86 / 100,00  | 1,00  |           |         |

| Freguesia                  | %     | %     | %     | %    | Votantes |
| Freguesia                  | PSD   | PS    | CDU   | BE   | Votantes |
| -------------------------- | ----- | ----- | ----- | ---- | -------- |
| Monte Gordo                | 73,46 | 11,70 | 9,74  | 3,00 | 2 136    |
| Vila Nova de Cacela        | 65,81 | 23,19 | 6,09  | 2,78 | 2 053    |
| Vila Real de Santo António | 58,98 | 22,12 | 12,36 | 4,22 | 6 351    |
| Vila Real de Santo António | 63,24 | 20,22 | 10,61 | 3,69 | 10 540   |

#### Juntas de Freguesia
| Partido                 | Partido                        | Votos  | %               | +/-   | Presidentes | Mandatos | +/- |
| ----------------------- | ------------------------------ | ------ | --------------- | ----- | ----------- | -------- | --- |
|                         | Partido Social Democrata       | 6 161  | 58,45 / 100,00  | 19,00 | 3 / 3       | 21 / 31  | 8   |
|                         | Partido Socialista             | 2 687  | 25,49 / 100,00  | 7,67  | 0 / 3       | 8 / 31   | 3   |
|                         | Coligação Democrática Unitária | 1 141  | 10,83 / 100,00  | 13,46 | 0 / 3       | 2 / 31   | 5   |
|                         | Bloco de Esquerda              | 299    | 2,84 / 100,00   | -     | 0 / 3       | 0 / 31   | -   |
| Votos Inválidos         | Votos Inválidos                | 252    | 2,39 / 100,00   | 0,71  |             |          |     |
| Total                   | Total                          | 10 540 | 100,00 / 100,00 |       | 3 / 3       | 31 / 31  |     |
| Eleitorado/Participação | Eleitorado/Participação        | 16 504 | 63,86 / 100,00  | 1,00  |             |          |     |

| Freguesia                  | Partido Vencedor | Partido Vencedor         | %              | Mandatos |
| -------------------------- | ---------------- | ------------------------ | -------------- | -------- |
| Monte Gordo                |                  | Partido Social Democrata | 71,77 / 100,00 | 7 / 9    |
| Vila Nova de Cacela        |                  | Partido Social Democrata | 58,06 / 100,00 | 6 / 9    |
| Vila Real de Santo António |                  | Partido Social Democrata | 54,10 / 100,00 | 8 / 13   |